# Gare de Veytaux-Chillon
La gare de Veytaux-Chillon est une gare ferroviaire située au sud du centre-ville sur le territoire de la commune suisse de Veytaux, dans le canton de Vaud.

## Situation ferroviaire
Établie à 380 mètres d'altitude, la gare de Veytaux-Chillon est située au point kilométrique (PK) 27,09 de la ligne du Simplon, entre les gares de Territet (en direction de Lausanne) et de Villeneuve (en direction de Brigue).

## Histoire
La gare de Veytaux-Chillon, son nom rappelant la présence à proximité du château de Chillon, a été mise en service en 1861 lors de l'ouverture à l'exploitation du tronçon de Lausanne à Villeneuve de la ligne du Simplon.

## Service des voyageurs

### Accueil
Gare des CFF, elle dispose d'un bâtiment voyageurs fermé et d'un automate pour l'achat de titres de transport. La gare n'est pas aménagée pour les personnes à mobilité réduite.

### Desserte

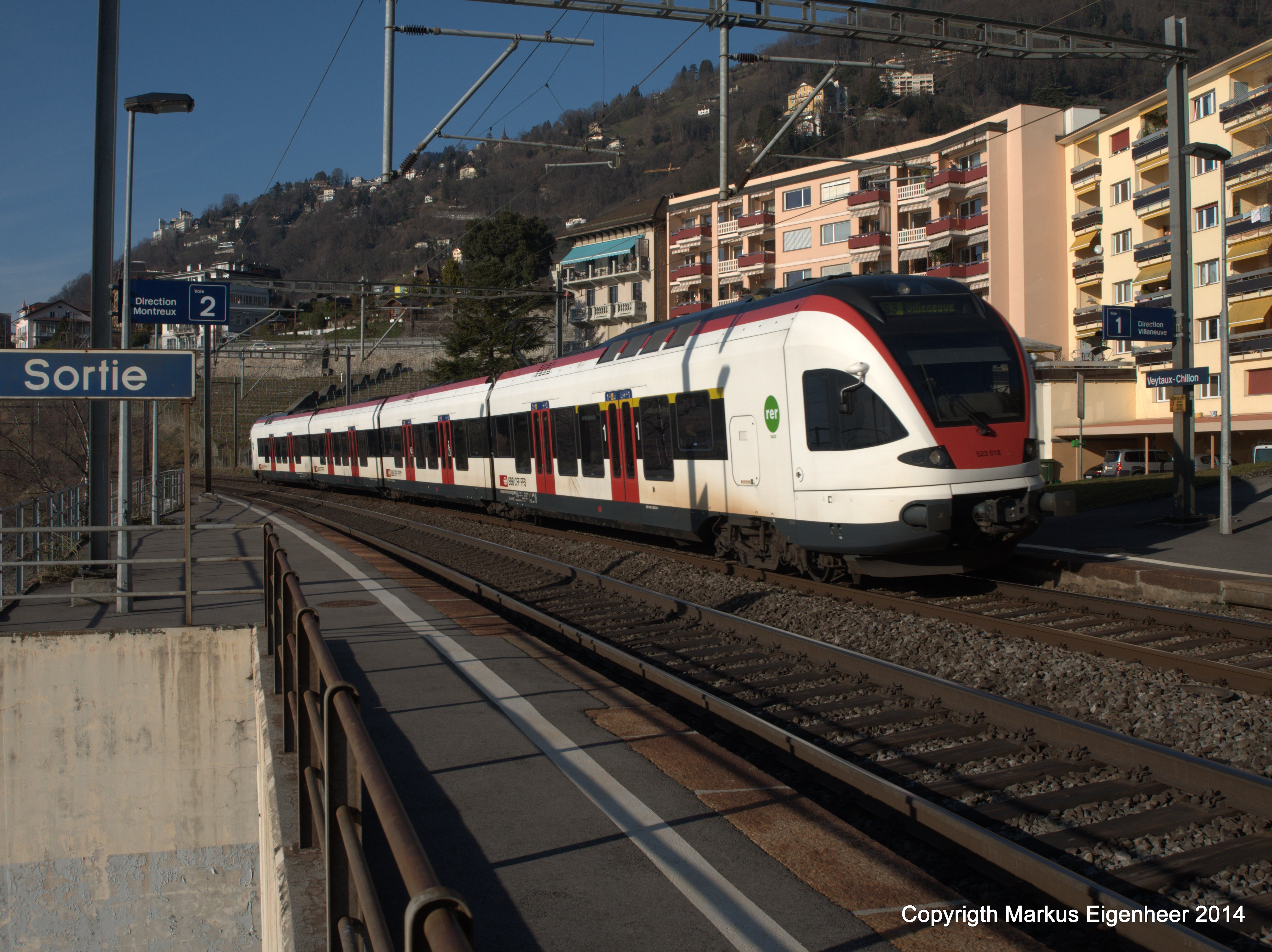
Desserte par un RABe 523 de l'ancienne ligne S3 en direction de Villeneuve.

La gare fait partie du réseau express régional vaudois, assurant des liaisons rapides à fréquence élevée dans l'ensemble du canton de Vaud. Veytaux-Chillon est desservie par la ligne R4 qui relie Vallorbe et/ou Le Brassus à Bex, voire Saint-Maurice.
Le week-end, d'avril à septembre, la gare est desservie par des trains RegioExpress reliant Annemasse à Saint-Maurice via Genève et Lausanne.

### Intermodalité
La gare est desservie par la ligne de trolleybus 201 du réseau de transports publics VMCV, reliant le départ du funiculaire de Vevey à Rennaz tous les jours de la semaine,.